# Estadio Miguel Grau (Piura)
Estadio Miguel Grau – stadion wielofunkcyjny, znajdujący się w Purze, w Peru. Swoje mecze rozgrywa na nim zespół Alianza Atlético z Segunda División. Stadion może pomieścić 23 550 widzów. Nazywany jest Coloso Miraflorino.